# 17078 Sellers
17078 Sellers (1999 HD3) là một tiểu hành tinh vành đai chính được phát hiện ngày 24 tháng 4 năm 1999 bởi J. Broughton ở Reedy Creek Observatory.